# Zaczynając od moich ulic
Zaczynając od moich ulic – zbiór szkiców i przekładów Czesława Miłosza wydany w 1985 r. przez Instytut Literacki w Paryżu jako 408. tom „Biblioteki „Kultury”. Pierwsze oficjalne wydanie krajowe ukazało się w 1990 r. 
Wybór prac powstałych w latach 1943-1983, zawierający eseje, artykuły, przemówienia i  portrety, pisanych w różnych krajach (w Polsce, we Francji, w Ameryce), podzielony na rozdziały według pokrewieństwa formy albo tematu. Wszystkie wcześniej drukowane były w paryskiej „Kulturze’’ oraz w czasopismach: „Nowa Polska”, „Twórczość”, „Oficyna Poetów”, „Books Abroad”, „Tri-Quartely”, „Zapis”, „Tygodnik Powszechny”, „Roczniki Humanistyczne” oraz „Pamiętnik Wileński”.

## Wykaz rozdziałów
- I. Wilno (Dykcjonarz wileńskich ulic, Do Tomasa Venclovy, Noty o wygnaniu)
- II. Stare awangardy (Granice sztuki, List półprywatny o poezji, Dialog o poezji [z Witoldem Gombrowiczem], Punkt widzenia, czyli o tak zwanej drugiej awangardzie)
- III. Portrety (Dwight Macdonald, Teodor Bujnicki, Józef Czechowicz, La Combe, Przedmowa do: Stanisław Vincenz Po stronie pamięci, Jeffers: próba ujawnienia, Szestow albo czystość rozpaczy, Swedenborg i Dostojewski, Dostojewski i Sartre)
- IV. Pożegnania (Podzwonne [Witold Gombrowicz], Był raz… [Zygmunt Hertz], Śmierć Józefa Sadzika, Sukiennicki i Andrzejewski)
- Przemówienia (Rencontre Mondiale de Poésie - Montreal, wrzesień 1967, Królewska Akademia Szwedzka - Sztokholm, grudzień 1980, Katolicki Uniwersytet Lubelski - czerwiec 1981)

## Wydania polskie
- Paryż: Instytut Literacki, 1985
- Warszawa: Niezależna Oficyna Wydawnicza NOWA: 1987
- Wrocław: Wydawnictwo Dolnośląskie, 1990
- Kraków: Znak, 2006

## Przekłady na języki obce
- De la Baltique au Pacifique, Paris: Fayard, 1990
- Beginning with my streets. Essays and recollections, New York: Farrar, Straus and Giroux, 1992
- Saligia a jiné eseje, Brno: Barrister and Principal, 2005

## Wybrane recenzje
- Bieńkowski Zbigniew, Inny Miłosz, „Nowy Świat” 1992, nr 58, s. 10.
- Franaszek Andrzej, "Miłosza w sobie zabijam", „Tygodnik Powszechny” 2006, nr 32, dod. s. 20-21.
- Gorczyńska Renata, Czas utrwalony, „Kultura” 1985, nr 10, s. 121-127.
- Koryl Janusz, Księga serdecznych wspomnień, „Twórczość” 1990, nr 12, s. 120-121.
- Malinowska Justyna, Kategorie kultury pogranicza. Czas i przestrzeń w "Zaczynając od moich ulic" i "Do Tomasa Venclovy" Czesława Miłosza, „Kresy” 1991, nr 8, s. 155-157.
- Morski Mikołaj, Eseje Miłosza, „Dziś” 1991, nr 1, s. 108-111.
- Nowakowski Andrzej, Przestrzeń i język, „Nowe Książki” 1991, nr 8, s. 23-24.
- Przybyłowska Roma, Smak mądrości, „Gazeta Wyborcza” 1990, nr 236, s. 5.
- Pysiak Krzysztof, „Życie Warszawy” 1990, nr 121, s. 6.
- Rostropowicz Clark Joanna, Drzewo wiadomości poety, „Przegląd Polski (Polish Review)” 1992, nr 16 VII,  s. 3.